# APOL1
APOL1 (англ. Apolipoprotein L1) – білок, який кодується однойменним геном, розташованим у людей на короткому плечі 22-ї хромосоми. Довжина поліпептидного ланцюга білка становить 398 амінокислот, а молекулярна маса — 43 974.
| 10         |  | 20         |  | 30         |  | 40         |  | 50         |
| ---------- |  | ---------- |  | ---------- |  | ---------- |  | ---------- |
| MEGAALLRVS |  | VLCIWMSALF |  | LGVGVRAEEA |  | GARVQQNVPS |  | GTDTGDPQSK |
| PLGDWAAGTM |  | DPESSIFIED |  | AIKYFKEKVS |  | TQNLLLLLTD |  | NEAWNGFVAA |
| AELPRNEADE |  | LRKALDNLAR |  | QMIMKDKNWH |  | DKGQQYRNWF |  | LKEFPRLKSE |
| LEDNIRRLRA |  | LADGVQKVHK |  | GTTIANVVSG |  | SLSISSGILT |  | LVGMGLAPFT |
| EGGSLVLLEP |  | GMELGITAAL |  | TGITSSTMDY |  | GKKWWTQAQA |  | HDLVIKSLDK |
| LKEVREFLGE |  | NISNFLSLAG |  | NTYQLTRGIG |  | KDIRALRRAR |  | ANLQSVPHAS |
| ASRPRVTEPI |  | SAESGEQVER |  | VNEPSILEMS |  | RGVKLTDVAP |  | VSFFLVLDVV |
| YLVYESKHLH |  | EGAKSETAEE |  | LKKVAQELEE |  | KLNILNNNYK |  | ILQADQEL   |

A: Аланін

C: Цистеїн

D: Аспарагінова кислота

E: Глутамінова кислота

F: Фенілаланін

G: Гліцин

H: Гістидин

I: Ізолейцин

K: Лізин

L: Лейцин

M: Метіонін

N: Аспарагін

P: Пролін

Q: Глутамін

R: Аргінін

S: Серин

T: Треонін

V: Валін

W: Триптофан

Кодований геном білок за функцією належить до фосфопротеїнів. 
Задіяний у таких біологічних процесах, як метаболізм ліпідів, транспорт, метаболізм холестеролу, транспорт ліпідів, метаболізм стероїдів, метаболізм стеролів, альтернативний сплайсинг. 
Секретований назовні.